# Jean-Baptiste Janssens
Pour les articles homonymes, voir Janssens.
Jean-Baptiste Janssens, né le 22 décembre 1889 à Malines (Belgique) et mort le 5 octobre 1964 à Rome, est un prêtre jésuite belge, théologien et canoniste, qui fut élu en 1946 27e supérieur général de la Compagnie de Jésus.

## Formation académique et religieuse
Après de brillantes humanités au collège épiscopal de Hasselt, Janssens fit deux ans de philologie classique aux Facultés universitaires Saint-Louis (1905-1907). Il entra alors au noviciat de la Compagnie de Jésus à Tronchiennes (Drongen), près de Gand. À la fin de sa philosophie, comme il était déjà destiné à enseigner le droit canon, il lui fut d’abord demandé de faire des études complètes de droit civil. Il en obtint le doctorat à l’université de Louvain en 1914. Suivent alors ses études de théologie à Louvain qui le conduisent à l’ordination sacerdotale en 1919. Il est envoyé à Rome où il obtient un doctorat en droit canon de l’université grégorienne en 1922. Il passe une année à Constantinople pour y faire de la recherche.

## Professeur, recteur, provincial
En 1923, le P. Janssens est de retour en Belgique, où il commence sa carrière de professeur de droit canon au théologat jésuite de Louvain. Il y participe à la fondation de la collection d’œuvres de théologie Museum Lessianum. En 1929 il est nommé recteur du théologat, une très grande communauté de professeurs et étudiants jésuites originaires de plus de vingt-six pays différents. Cela lui donna une grande visibilité internationale, d’autant plus que, polyglotte accompli, il était à l’aise en de multiples cultures et groupes sociaux. De 1935 à 1938, il est Instructeur du 'Troisième An'. (10 mois d’achèvement et récapitulation de la formation spirituelle du jésuite). En 1938 il est nommé provincial de la province septentrionale de Belgique. Dès l’année suivante (1939), il fit un long voyage au Congo belge (alors protectorat belge) pour mieux y percevoir les vrais besoins missionnaires. C’était l’époque où la missiologie se développait avec une meilleure attention aux cultures des peuples évangélisés et une conscience vive qu’il était temps d’y pourvoir un clergé et épiscopat local. En 1945, alors qu'il est provincial des jésuites, il cache un large groupe d'enfants juifs dans sa résidence même, à Bruxelles. Ce qui lui vaudra d'être déclaré Juste parmi les nations.

## Supérieur général
Le T.R.P. Ledochowski meurt le 13 décembre 1942. Sachant qu’aucune Congrégation générale ne pourrait être immédiatement rassemblée, le T.R.P. Ledochowski avait nommé un vicaire général, Ambroise Magni. Celui-ci mourut seize mois plus tard. Suivant les prescriptions du droit de la Compagnie de Jésus, un nouveau vicaire général, Norbert de Boynes (en), fut élu par les jésuites profès de Rome. Dès que possible, de Boynes convoqua (le 12 mars 1946) la 29e Congrégation générale pour élire un successeur au T.R.P. Ledochowski. Jean-Baptiste Janssens y fut élu au premier tour, et à une très forte majorité, supérieur général de la Compagnie de Jésus (15 septembre 1946). En 1946, la Compagnie comptait 28 839 membres, dont 14 372 prêtres.

## Gouvernement et époque de Janssens
- De ses neuf lettres les plus importantes, l’instruction sur l’apostolat social (10 octobre 1949) insistant sur une formation sociale plus poussée de tous les jésuites: connaissance plus profonde des réalités sociales de l’époque et de la doctrine sociale de l'Église, comme le demandait la 29e C.G.. Seule manière de s’opposer au progrès du communisme. Tous les apostolats ont une dimension sociale: il ne peut ne concerner que quelques spécialistes.
- Les missions connaissent un grand développement, encouragé plus tard par une lettre de Janssens (1959). Le Japon de l’après-guerre s’ouvre aux influences extérieures: internationalisation de la présence jésuite et développement de l’université Sophia de Tokyo. En Chine, par contre, c’est la fin de la présence missionnaire. À partir de 1948, la révolution communiste en expulse tous les étrangers. Les jésuites entrent en Corée du Sud (1955), Zambie (1956), Honduras (1957) et ailleurs. De nombreux missionnaires sont également envoyés en Inde, en Indonésie, en Afrique et en Amérique Latine.
- L’encyclique Humani Generis de Pie XII (1950), engendra une crise dans la Compagnie, surtout en France[2]. Plusieurs théologiens de renom (Henri Bouillard, Henri de Lubac, entre autres) durent se retirer de l’enseignement. La « théologie nouvelle » était suspecte. Dans une lettre sur l’application de l’encyclique (1951), le T.R.P. Janssens donne une liste de ce qui doit être enseigné et doit être évité. Il s’agit surtout de revenir à une théologie thomiste plus traditionnelle.
- La figure emblématique de cette crise fut le célèbre anthropologue Pierre Teilhard de Chardin dont les vues sur l’homme étaient considérées comme trop optimistes par les autorités de l’Église (absence de théologie du péché originel). Craignant une condamnation et mise à l’index de ses livres, Janssens invita le jésuite à Rome en 1948 et au cours d’un dialogue que Teilhard considéra comme « plein de confiance et d’amitié »[3] lui demande de s’abstenir de toute publication ; même si nombre de ses écrits circulaient parmi ses confrères sous forme de manuscrits. Lorsque meurt Teilhard en 1955, ses œuvres furent publiées par des amis non-jésuites et en 1962, le Saint-Office publia une mise en garde bien connue. Les rapports personnels du T.R.P. Janssens avec le pape Pie XII étaient excellents. Plusieurs jésuites furent canonisés: Jean de Britto et Bernardino Realino (1947), Joseph Pignatelli (1954). Les mesures qu’il prit pour éviter des interventions plus graves et des condamnations du Saint-Office (également dans la crise des prêtres ouvriers), donnèrent de Janssens une impression de fermeté rigide d’autant plus qu’il insistait fréquemment dans ses lettres sur l’obéissance ignatienne et la soumission au magistère de l’Église.
- Janssens convoqua la 30e Congrégation générale qui se réunit en 1957. Il y fut discuté d’affaires internes à la Compagnie (vie spirituelle, héritage de Saint Ignace, frères coadjuteurs, formation, obéissance, pauvreté, etc.) Comme sa santé déclinait, le P. Janssens y demanda également permission de nommer un vicaire général. Son état de sa santé s’aggravant, le T.R.P. Janssens nomma en 1960 un vicaire général, le Canadien John Swain. Il participa à la première session du concile Vatican II, en 1962, et écrivit une dernière lettre à toute la Compagnie, le 8 décembre 1963 (sur l’obéissance…). Janssens mourut à Rome le 5 octobre 1964. Cette année-là les jésuites étaient 35 968.